# Teicophrys fastigiata
Teicophrys fastigiata är en insektsart som beskrevs av Marius Descamps 1977. Teicophrys fastigiata ingår i släktet Teicophrys och familjen Episactidae. Inga underarter finns listade i Catalogue of Life.